# Косів (гміна, Тернопільське воєводство)
Гміна Косів — сільська гміна у Чортківському повіті Тернопільського воєводства Другої Речі Посполитої. Адміністративним центром гміни було село Косів.
Гміна утворена 1 серпня 1934 року в рамках нового закону про самоврядування (23 березня 1933 року).
Площа гміни — 72,20 км²
Кількість житлових будинків — 1324
Кількість мешканців — 6387
Гміну створено на основі давніших гмін (самоврядних громад): Косів, Ромашівка, Скомороше, Звиняч.
Гміна ліквідована 17 січня 1940 року із включенням сіл до новоствореного Білобожницького району.